# Campeonato Mundial de Ciclismo em Estrada de 2017
O LXXXIV Campeonato Mundial de Ciclismo em Estrada realizou-se em Bergen (Noruega) entre a 17 e a 24 de setembro de 2017, baixo a organização da União Ciclista Internacional (UCI) e a União Ciclista da Noruega.
O campeonato constou de corridas nas especialidades de contrarrelógio e de rota, nas divisões elite masculino, elite feminino e masculino sub-23; as provas de contrarrelógio elite disputaram-se individualmente e por equipas. Ao todo outorgaram-se oito títulos de campeão mundial.

## Programa
| Dia                        | Evento                               | Trajecto                                | Distancia (km) | Ganhador                                |
| -------------------------- | ------------------------------------ | --------------------------------------- | -------------- | --------------------------------------- |
| Contrarrelógio por equipas |                                      |                                         |                |                                         |
| 17 de setembro             | Contrarrelógio por equipas feminina  | Ravnanger–Bergen                        | 42,5           | Sunweb · ( Países Baixos)               |
| 17 de setembro             | Contrarrelógio por equipas masculina | Ravnanger–Bergen                        | 42,5           | Sunweb · ( Alemanha)                    |
| Contrarrelógio individual  |                                      |                                         |                |                                         |
| 18 de setembro             | Contrarrelógio masculina sub-23      | Bergen–Bergen                           | 37,2           | Mikkel Bjerg · ( Dinamarca)             |
| 19 de setembro             | Contrarrelógio feminina              | Bergen–Bergen                           | 21,1           | Annemiek van Vleuten · ( Países Baixos) |
| 20 de setembro             | Contrarrelógio masculina             | Bergen–Bergen                           | 31,0           | Tom Dumoulin · ( Países Baixos)         |
| Estrada individual         |                                      |                                         |                |                                         |
| 22 de setembro             | Estrada masculina sub-23             | Bergen–Bergen (circuito 10 voltas)      | 191,0          | Benoît Cosnefroy · ( França)            |
| 23 de setembro             | Estrada feminina                     | Bergen–Bergen (circuito 8 voltas)       | 152,8          | Chantal Blaak · ( Países Baixos)        |
| 24 de setembro             | Estrada masculina                    | Rong–Bergen (57,4 + circuito 11 voltas) | 267,5          | Peter Sagan · ( Eslováquia)             |

## Resultados

### Masculino
- Contrarrelógio individual

| Posto  | Ciclista      | País          | Tempo    |
| ------ | ------------- | ------------- | -------- |
| Ouro   | Tom Dumoulin  | Países Baixos | 44:41,00 |
| Prata  | Primož Roglič | Eslovênia     | 45:38,79 |
| Bronze | Chris Froome  | Reino Unido   | 46:02,25 |

- Contrarrelógio por equipas

| Posto  | Ciclistas | Equipa                         | Tempo    |
| ------ | --- | ------------------------------ | -------- |
| Ouro   | Tom Dumoulin ( Países Baixos) · Lennard Kämna ( Alemanha) · Wilco Kelderman ( Países Baixos) · Søren Kragh Andersen ( Dinamarca) · Michael Matthews ( Austrália) · Sam Oomen ( Países Baixos) | Sunweb · ( Alemanha)           | 47:50,42 |
| Prata  | Rohan Dennis ( Austrália) · Daniel Oss ( Itália) · Miles Scotson ( Austrália) · Tejay van Garderen ( Estados Unidos) · Silvan Dillier ( Suíça ) · Stefan Küng ( Suíça )                       | BMC Racing · ( Estados Unidos) | 47:58,71 |
| Bronze | Owain Doull ( Reino Unido) · Chris Froome ( Reino Unido) · Vasil Kiryienka ( Bielorrússia) · Michał Kwiatkowski ( Polónia) · Gianni Moscon ( Itália) · Geraint Thomas ( Reino Unido)          | Sky · ( Reino Unido)           | 48:12,77 |

- - Rota

| Posto  | Ciclista           | País       | Tempo   |
| ------ | ------------------ | ---------- | ------- |
| Ouro   | Peter Sagan        | Eslováquia | 6:28:11 |
| Prata  | Alexander Kristoff | Noruega    | 6:28:11 |
| Bronze | Michael Matthews   | Austrália  | 6:28:11 |

### Feminino
- Contrarrelógio individual

| Posto  | Ciclista             | País          | Tempo    |
| ------ | -------------------- | ------------- | -------- |
| Ouro   | Annemiek van Vleuten | Países Baixos | 28:50,35 |
| Prata  | Anna van der Breggen | Países Baixos | 29:02,51 |
| Bronze | Katrin Garfoot       | Austrália     | 29:09,28 |

- Contrarrelógio por equipas

| Posto  | Ciclistas | Equipa                                  | Tempo    |
| ------ | --- | --------------------------------------- | -------- |
| Ouro   | Lucinda Brand ( Países Baixos) · Leah Kirchmann ( Canadá) · Floortje Mackaij ( Países Baixos) · Coryn Rivera ( Estados Unidos) · Sabrina Stultiens ( Países Baixos) · Ellen van Dijk ( Países Baixos)   | Sunweb · ( Países Baixos)               | 55:41,63 |
| Prata  | Chantal Blaak ( Países Baixos) · Karol-Ann Canuel ( Canadá) · Megan Guarnier ( Estados Unidos) · Christine Majerus ( Luxemburgo) · Amy Pieters ( Países Baixos) · Anna van der Breggen ( Países Baixos) | Boels Dolmans · ( Países Baixos)        | 55:54,06 |
| Bronze | Stephanie Gaumnitz ( Alemanha) · Lisa Klein ( Alemanha) · Clara Koppenburg ( Alemanha) · Lotta Lepistö ( Finlândia) · Cecilie Uttrup Ludwig ( Dinamarca) · Ashleigh Moolman-Pasio ( África do Sul)      | Cervélo-Bigla Pro Cycling · ( Alemanha) | 55:69,66 |

- Rota

| Posto  | Ciclista          | País          | Tempo   |
| ------ | ----------------- | ------------- | ------- |
| Ouro   | Chantal Blaak     | Países Baixos | 4:06:30 |
| Prata  | Katrin Garfoot    | Austrália     | 4:06:58 |
| Bronze | Amalie Dideriksen | Dinamarca     | 4:06:58 |

### Sub-23
- Contrarrelógio individual

| Posto  | Ciclista           | País           | Tempo    |
| ------ | ------------------ | -------------- | -------- |
| Ouro   | Mikkel Bjerg       | Dinamarca      | 47:06,48 |
| Prata  | Brandon McNulty    | Estados Unidos | 48:12,40 |
| Bronze | Corentin Ermenault | França         | 48:23,13 |

- Rota

| Posto  | Ciclista                  | País      | Tempo   |
| ------ | ------------------------- | --------- | ------- |
| Ouro   | Benoît Cosnefroy          | França    | 4:48:23 |
| Prata  | Lennard Kämna             | Alemanha  | 4:48:23 |
| Bronze | Michael Carbel Svendgaard | Dinamarca | 4:48:26 |

## Medalheiro
| Ordem | País           | Medalha de ouro | Medalha de prata | Medalha de bronze | Total |
| ----- | -------------- | --------------- | ---------------- | ----------------- | ----- |
| 1     | Países Baixos  | 4               | 2                | 0                 | 6     |
| 2     | Alemanha       | 1               | 1                | 1                 | 3     |
| 3     | Dinamarca      | 1               | 0                | 2                 | 3     |
| 4     | França         | 1               | 0                | 1                 | 1     |
| 5     | Eslováquia     | 1               | 0                | 0                 | 1     |
| 6     | Estados Unidos | 0               | 2                | 0                 | 2     |
| 7     | Austrália      | 0               | 1                | 2                 | 3     |
| 8     | Eslovênia      | 0               | 1                | 0                 | 1     |
| 8     | Noruega        | 0               | 1                | 0                 | 1     |
| 10    | Reino Unido    | 0               | 0                | 2                 | 2     |
|       | TOTAL          | 8               | 8                | 8                 | 24    |